# Адріана Хіменес
Адріана Хіменес (20 січня 1985) — мексиканська стрибунка у воду.
Призерка Чемпіонату світу з водних видів спорту 2017, 2019 років.